# Palma di Montechiaro
Palma di Montechiaro es una comuna siciliana de 24.158 habitantes, en la provincia de Agrigento.

## Historia
Palma di Montechiaro, situado en una colina en un banco de arena no muy lejos de la capital de Agrigento.
El descubrimiento de los restos arqueológicos que datan del segundo milenio a. C. y la presencia de numerosas tumbas sicane, muestran que en este territorio desde tiempos antiguos, había asentamientos cuyos habitantes se dedicaban a la agricultura y el pastoreo.
En el siglo XII a. C., el rodio-cretense que vivió en el área costera entre Gela y Palma, construyó , los sitios fortificados Castellazzo y el Plan de Viento, un punto estratégico desde el cual es visible toda la costa.
El primer acto de la historia de Palma, sólo en 1865 la ciudad se llamó Palma di Montechiaro, es la construcción del Castello di Chiaramonte (1353), que se encuentra a lo largo de la costa a medio camino entre Punta Blanca y la desembocadura del río Palma, por Federico Prefoglio que pronto pasó a Chiaramonte, que tomó su nombre. El acto de fundación de la ciudad de Palma está a fecha del 25 de abril de 1637. El mismo documento señala que la ciudad fue fundada Caro Carlo Tomasi previo 16 de enero de 1637, el "populandi Licencia" por el Rey Philip IV.
El 3 de mayo de 1637, fue puesta la primera piedra.
La ciudad de Palma fue fundada el 3 de mayo de 1637 en la baronía de Montechiaro, por los hermanos gemelos Carlo, barón Tomasi, y Giulio, que unos años más tarde se habría logrado el título. El autor real de la fundación, sin embargo, era un poderoso tío de los gemelos, Mario Tomasi de Caro, el capitán de la Inquisition s Inquisition de Licata, y el gobernador de la misma de la ciudad, vinieron y hasta Carlo Giulio Tomasi. Incluso él, junto con el sacerdote de su primo Carlo de Caro estuvo presente en la colocación de la primera piedra de la Iglesia de la Virgen del Rosario.
El proyecto de la ciudad, diseñado de acuerdo a un diseño rectangular ideal, y recordado por un informe elaborado por el astrónomo y primer decano de Palma, Giovan Battista Odierna. En un lienzo que se conserva en la sacristía de la Iglesia Catedral se representa hoy en día los herederos de su mesa de estudio con el fondo, claramente, una plaza de foto con el título "Cronología Terrae Palmae.
El pueblo se encuentra por lo alto de una roca que domina el valle que se extiende hasta el mar. De pie en lo más alto, visible desde la autopista que atraviesa el valle, los monumentos históricos de la segunda Palacio Ducal (1659), la hermosa Iglesia Catedral (1666), en la parte superior de una escalera grande y el Monasterio de las Benedictinas, (1637 ) el primer edificio en la ciudad.
Los primeros habitantes de Palma vinieron de Ragusa, la ciudad natal de la familia Tomasi, y de Agrigento, Licata, Naro, Caltanissetta.
Para defender la ciudad de los ataques de los piratas del mar sarraceno el duque Carlo había construido, y después de obtener el permiso de Felipe IV de España, una torre dedicada a San Carlos.

## Monumentos

### Chiesa Madre
De todas las iglesias de Palma, la más importante es la Iglesia Madre, situada en lo alto de una escalera amplia, es una de las obras más significativas del barroco siciliano.
El acto de fundación de la Iglesia Catedral es de 2 de octubre de 1666. El diseño fue de Angelo Italia, que también contribuyó a la construcción de la capilla del crucifijo en la catedral de Monreale.
La ejecución de la Iglesia fue confiada al palmese Francisco Scicolone, el ingeniero que supervisó el trabajo fue un tal Pennica de Agrigento.
La fachada, hecha de bloques de piedra de las canteras Casserino, consiste en una puerta central flanqueada por dos columnas rematadas por un frontón partido y dos pequeños portales junto a la cual se encuentran dos campanarios de altura.
El interior de la catedral, una vasta gama de tres naves con cúpula de crucero, revela una escena animada en estuco y de gusto neoclásico. Por el pasillo está el gran santuario, rodeado por una verja y dos bella capilla dedicada a la rica SS. Sacramento y Nuestra Señora del Rosario.
Numerosas y valiosas pinturas se conservan en la iglesia y que se hicieron por Provenzani Domenico, Gaspare Serenario y Raffaele Manzella. Dispuestos a cruzar los lados de los dos oradores que se construyeron la catedral de la SS. Sacramento y la Virgen del Rosario.

### La historia reciente
En 1812 Palma fue elegido autónoma.
El 11 de julio de 1943, inmediatamente después del desembarco anglo-americano en Sicilia (Operación Husky), la 3 ª División amplió la cabeza de puente del Séptimo ejército de Licata al oeste. Séptimo de Infantería, después de haber luchado duro casa a casa, empujó a los defensores italianos fuera de Palma di Montechiaro. Al mismo tiempo, el Comando de Lucha contra la A y la 2 ª División del Ejército, se unió a la 3 ª, atacan la ciudad al lado de Naro. Sufre el 24 de septiembre de 1943 la matanza de la gente que protestaba contra la llamada a las armas de algunas unidades militares estadounidenses.

### Palma hoy
Palma hoy es un centro agrícola importante y con muchas atracciones turísticas, pero subutilizadas. Es fuerte la migración en Alemania (el sector de la hostelería) y el norte de Italia (sector de la construcción) y en toda las ciudades universitarias de Italia, donde va a vivir la mayor parte de los estudiantes.

## Evolución demográfica
| Gráfica de evolución demográfica de Palma di Montechiaro entre 1861 y 2001 |
|                                                                            |
| Fuente ISTAT - elaboración gráfica de Wikipedia                            |

## Personalidades relacionadas con Palma di Montechiaro
- Giovanni Battista Odierna, sacerdote, astrónomo, arquitecto.
- Giuseppe Tomasi di Lampedusa, autor de la novela El gatopardo

- Datos: Q432204
- Multimedia: Palma di Montechiaro / Q432204

1. ↑  Worldpostalcodes.org, código postal n.º 92020.
2. ↑  «Codici Catastali». Comuni-italiani.it (en italiano). Consultado el 29 de abril de 2017.